# Johan uden Land
Johan uden Land (engelsk: John Lackland eller John Soft-sword) (24. december 1166 – 18./19. oktober 1216) var konge af England fra 1199 til sin død i 1216. Han tabte Hertugdømmet Normandiet og størstedelen af sine andre områder i Frankrig til kong Filip 2. August af Frankrig, hvilket resulterede i, at Det Angevinske Rige kollapsede og bidrog til det franske Huset Capets øgede magt i 1200-tallet. Baronernes oprør i slutningen af Johans styre ledte til underskrivelsen af Magna Carta, der var et tidligt skridt i udviklingen af Storbritanniens forfatning.
Johan var den yngste af kong Henrik 2. af England og hertuginde Eleonora af Aquitaniens fire overlevende sønner. Han fik tilnavnet uden Land fordi det ikke var forventet, at han ville arve noget særligt land. Han blev Henriks favoritsøn efter det mislykkede oprør mod kongen  1173-74, som blev ledet af hans brødre Henrik den Unge Konge, Richard og Godfred. Johan blev udnævnt som lord af Irland i 1177 og fik landområder i England og på kontinentet. Johan forsøgte uden held at starte et oprør mod kongens administratorer under hans bror, kong Richard, der deltog i det tredje korstog, men han blev udråbt som konge kort efter Richard døde i 1199. Efter forhandlinger blev hans besiddelser på kontinentet anerkendt af kong Filip 2. af Frankrig med Le Goulet-traktaten i 1200.
Da der udbrød krig med Frankrig igen i 1202, fik Johan nogle tidlige sejre, men mangel på militære ressourcer og hans behandling af normanniske, bretonske og angevinske adelsfolk resulterede i, at hans rige i Nordfrankrig kollapsede i 1204. Han brugte meget af det næste årti på at generobre disse landområder, og han indsamlede store summer, reformerede sin hær og genopbyggede sine alliancer på kontinentet.
Hans juridiske reformer fik varig effekt på det engelske retssystem og gav yderligere indkomster. En uoverensstemmelse med pave Innocens 3. ledte til, at Johan blev ekskommunikeret i 1209, og den blev afsluttet i 1213. Johans forsøg på at besejre Filip i 1214 fejlede, da Frankrig slog Johans allierede under slaget ved Bouvines. Da han vendte tilbage til England mødte Johan et oprør fra mange af sine baroner, der var utilfredse med hans skattepolitik og behandlingen af Englands mest magtfulde adelsfamilier. Selv om både Johan og baronerne blev enige om Magna Carta i 1215, overholdt ingen af dem aftalen. Der udbrød borgerkrig kort efter, hvor baronerne fik støtte fra Ludvig 8. af Frankrig. Den udviklede sig til et dødvande. Johan døde af dysenteri, som han havde fået på et militærtogt i det østlige England i slutningen af 1216. Hans søn Henrik 3.s støtter endte med at overvinde Ludvig og de oprørske baroner året efter.
Samtidige kronikører var meget kritiske over Johans evner som konge, og hans styre har været til debat og revision af historikere fra 1500-tallet. Historikeren Jim Bradbury har opsummeret den nuværende mening om Johans kvaliteter, og har noteret at Johan i dag typisk bliver betragtet som en "flittig administrator, en dygtig mand, en dygtig general".  Moderne historikere er enige om, at han også havde mange fejl som konge, og hvad historikeren Ralph Turner beskriver som "usmagelige, endda farlige personlighedstræk", som smålighed, ondskab og grusomhed. Disse negative kvaliteter har givet materiale til fiktionsforfattere i viktoriatiden og Johan er fortsat en fast karakter i vestlig populærkultur, primært som skurk og i historier om Robin Hood-legenden.

## Biografi
Johan deltog som vicekonge af Irland fra 1185 i oprørene mod faderen Henrik 2. og konspirerede siden mod sin broder kong Richard Løvehjerte. Hans regeringstid regnes som en af de mest katastrofale i engelsk historie.
Han indledte med at miste Normandiet (deraf navnet uden land) til den franske konge Filip August, og til sidst havde han skabt så meget misfornøjelse, at England var på vej ud i borgerkrig. Og den stærke engelske kongemagt blev svækket for altid, da adelen og kirken tvang kongen til at acceptere Magna Carta i 1215.

## Eftermæle
Johans dårlige eftermæle skyldes, at han begik tre alvorlige fejl:
- Magtovertagelsen: Da Richard Løvehjerte døde i 1199, var der to kandidater til tronen: Johan og hans nevø Arthur af Bretagne, som var i Normandiet. Johan tog Arthur til fange, og Arthur blev ikke set siden. Den generelle opfattelse var, at Johan havde taget ham af dage, og det var en plet på hans ære, at han var villig til at myrde en slægtning for at komme til magten.
- Den katastrofale krigsførelse i Frankrig: Filip August af Frankrig erobrede de fleste engelske besiddelser i landet, og de engelske baroner krævede, at Johan skulle generobre dem. Otte år efter forsøgte han det, men led et afgørende nederlag i Slaget ved Bouvines i 1214.
- Striden med kirken om udnævnelsen af en ny ærkebiskop af Canterbury. Johan ville udnævne en af sine mænd, mens kirken ville udnævne Stephen Langton. Striden fortsatte i flere år, og paven satte England under interdikt. I 1213 måtte kongen give sig.

## Kunstneriske gengivelser
Kong Johan er hovedpersonen i King John, et af William Shakespeares tidlige historiske skuespil fra ca. 1595. I Walt Disneys tegnefilm om Robin Hood har han en central rolle.